# Національне зібрання Квебеку

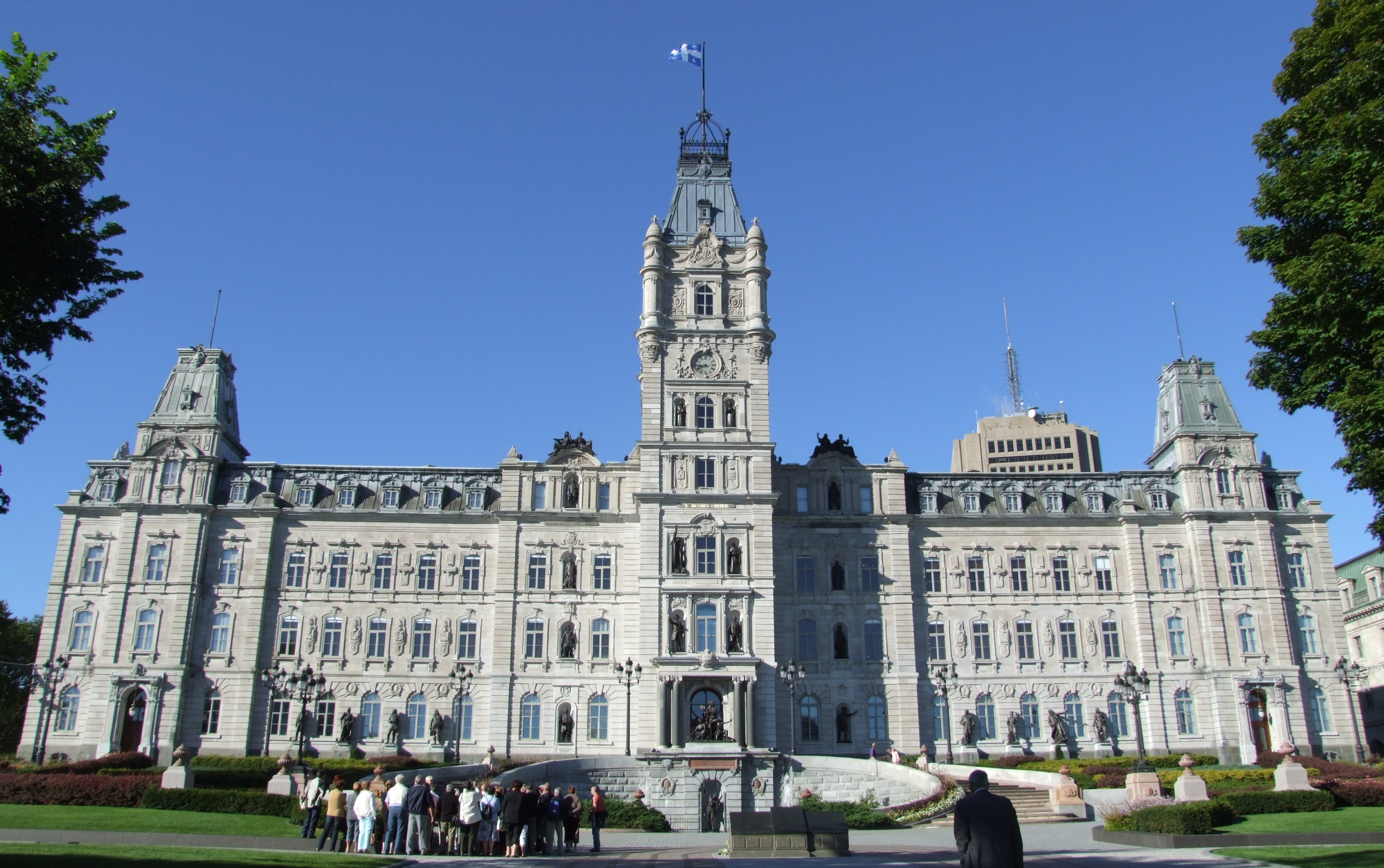
Будинок Національної асамблеї Квебеку (Hôtel du Parlement).

Національна асамблея Квебеку (фр. Assemblée nationale du Québec) — парламент провінції Квебек (Канада). Складається зі 125 депутатів. Знаходиться у місті Квебек.

## Історія
Національна асамблея Квебеку — одна з найстаріших парламентських установ світу. Перша сесія розпочалася у 1792, у місті Квебек (у ті часи провінція Квебек назвалася Провінцією Нижньої Канади).
Після поразки Повстання Патріотів, Велика Британія об'єднала Нижню i Верхню Канаду i, відповідно, їхні парламенти. З 1840 до 1867 року парламент Провінції Канада засідав коли у Квебеку, коли у Монреалі, коли у Кінгстоні, коли у Торонто i, зрештою, «оселився» у Оттаві. У 1867 році, після входження Квебеку до новоутвореної Канадської Конфедерації, незалежний квебекський парламент було відновлено. Місцем засідань було обрано місто Квебек, яке знов стало столицею провінції.
На початку квебекський парламент складався з двох палат: «нижньої» — Законодавчої асамблеї (фр. Assemblée législative) i «верхньої» — Законодавчої ради (фр. Conseil législatif). У 1968 році було прийнято законопроєкт номер 90, за яким Законодавчу раду було скасовано, а Законодавчу асамблею перейменовано на Національну.

## Будинок парламенту
Будинок, де міститься парламент (фр. Hôtel du parlement), було побудовано у 1877—1886 роках, за проєктом архітектора Ежен-Етьєна Таше́ (Eugène-Étienne Taché).

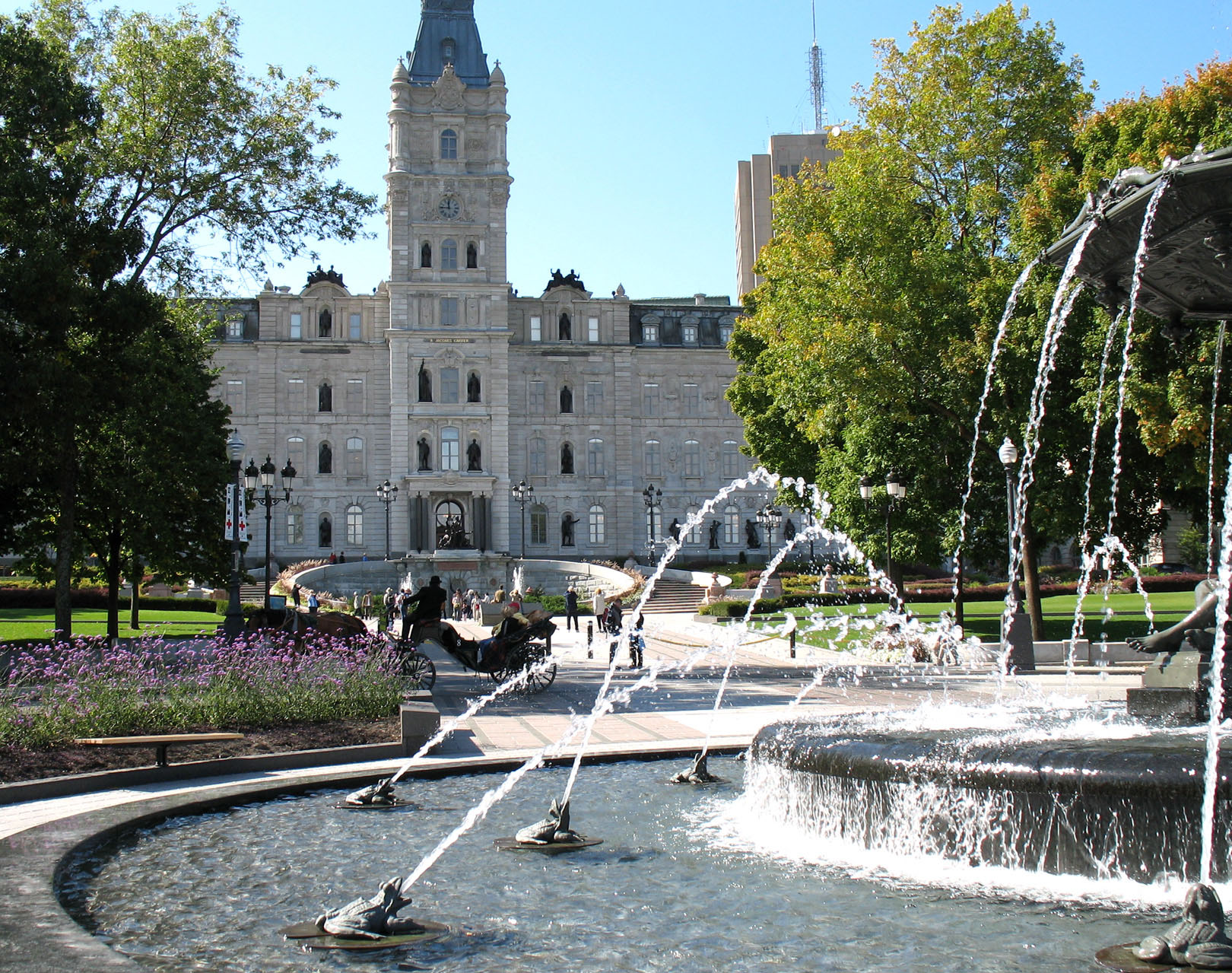
La fontaine de Tourny
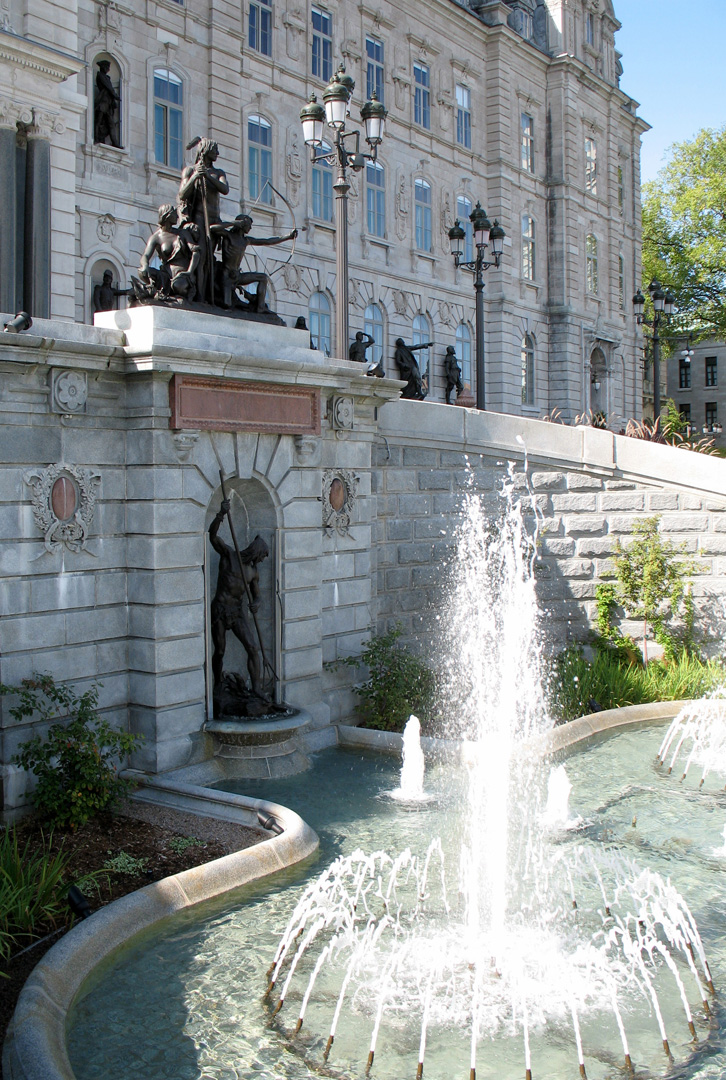
Fontaine de Louis-Philippe Hébert